# 拉灵
拉灵是德国巴伐利亚州的一个市镇。总面积27.94平方公里，总人口1566人，其中男性794人，女性772人（2011年12月31日），人口密度56人/平方公里。